# Judit Balogh
Judit Balogh (Pécs, 16 marzo 1968) è un'ex cestista e allenatrice di pallacanestro ungherese.

## Carriera
Con l'Ungheria ha disputato i Campionati del mondo del 1986 e sei edizioni dei Campionati europei (1985, 1987, 1989, 1991, 1995, 1997).